# 泣いちゃいそうだよ (小説)
『泣いちゃいそうだよ』（ないちゃいそうだよ）は、小林深雪による青い鳥文庫の作品。挿絵画家は牧村久実。原作側の略称は「泣いちゃい」。
物語は主人公の思想を中心に展開しており、小中学生少女を中心に高い人気を誇っている。テレビや新聞などでも取り上げられている。

## 概要
中学生の小川凜（おがわ りん）が主人公となっている。「泣いちゃいそうだよ」シリーズ2冊目『もっと泣いちゃいそうだよ』までは、凜が主役を務めていたが、「いいこじゃないよ」と「ほんとは好きだよ」では、番外編として、凜の妹である小川蘭（おがわ らん）、「女の子ってなんでできてる?」では小川姉妹以外の女子生徒の視点、「男の子ってなんでできてる?」では男子生徒の視点で描かれている。発表時点の中学生少女の悩みや青春、卒業前に迎える高校受験、その合否結果、主人公の思想を中点に描いた物語で、10代少女読者から人気を博している。基本的に1年12ヶ月の物語であるが、「ひとりじゃないよ」では、凜の春休みの出来事で、初めて本当のハッピーエンドとは言えない終わり方であった。
このシリーズは、ベネッセ進研ゼミ中学二年生のチャレンジ組に1年間連載されていたものを、おおまかに編集し直して文庫化（シリーズ化）したものである。シリーズ累計販売部数は、2016年2月末日時点で140万部。

## あらすじ
どこにでもいるごく普通の中学生の少女、小川凜を視点に、勉強、部活、そして恋の悩みを忠実に描く。おっちょこちょいで何かと目が離せない小川姉妹の姉・凜の中学生活や、優等生として悩みを抱える妹・蘭の、波乱の12ヶ月を描いた感動と共感がたくさん詰まった物語。小川姉妹と同期の読者にも好評を博している。
思春期の少女の気持ちをリアルに共有できる物語。

## 登場人物

### 主要人物

#### 主人公
小川凜（おがわ りん）
4月22日生まれ。血液型O型。
このシリーズの主人公の一人。ごく普通の高校生。容姿は十人並みで(本人いわく「愛嬌でなんとかもってますレベル」)、成績も運動神経も今ひとつだが、明るく元気で誰とでも仲良くなれる性格。お調子者でおせっかいだが、女子グループの中ではいつも中心におり、友人が多く誰からも慕われる。この性格は多くの人物を惹き付けている。アフロ寸前の天然パーマ（しかし髪の毛自体はとても細く、爆発している訳ではない）だが、広瀬が褒めた事もあり、コンプレックスを乗り切って広瀬と交際している。非常に大食いで、趣味と宣言するほど食べる事が大好き。かなりの甘党で、「秘密メモ」なる自分の気に入った食品の売っている店のリストをつけたノートを所持している。最初に踏ん張っては挫折する質で、普段の食べすぎでダイエットを試みるものの、いつも挫折に終わっているらしい。勉強もそれと同じく、妹の蘭とは正反対の為に両親にも何かと心配されている。数学などが苦手で英語が得意。部活は吹奏楽部に所属しており、フレンチホルン担当。その明るく穏やかで面白い性格から、三島や彩などの中学の後輩にはとても慕われており、「凜ちゃん先輩」の愛称で呼ばれている。他にピアノを習っていた時期もあったが、妹の蘭に追い越されるのに耐えられず、途中でやめている。
背が多少低く、妹の蘭とほぼ同等。ドジで危なっかしくよく転んでいる。何かとおっちょこちょいで頼りないところもあるが、世渡り下手な妹の蘭の良き理解者であり、そこのところは姉らしい部分を持つ。非常に妹思いで、蘭とは出来が違うと幼い頃から自覚しているが、決して蘭を憎んだり恨んだりせず、自慢の妹だと誇らしく思っている。蘭との仲はかなり良く、姉妹喧嘩もあまりした事がないが、お調子者なところが災いして余計な事をしてしまい、蘭を困らせて泣かせてしまった事も。蘭曰く誰よりも優しく、追い詰められた友人を体を張って救い出す広い心を持っている。
小学校時代は、天然パーマの事でからかわれ、不登校寸前だった。
高校2年生で一旦は広瀬にフラれるも、よりを戻す。
髪に、中学2年時のホワイトデーに広瀬に貰ったヘアピンをつけている。
小川蘭（おがわ らん）
2月23日生まれ。血液型A型。
小川凜の一つ年下の妹。テニス部所属。器用で何でもそつなくこなす美少女だが、恋には奥手で勘違いも多い。初詣に行った時に、三島とその姉の奏が一緒にいるところを目撃してしまい、本人はそれを、三島に失恋したのと勘違いして、わざわざ髪まで切ってしまったことがある。結局それは、ただの勘違いから始まった早とちりで、三島には、「案外蘭は、先輩よりも手がかかるんだよ」と言われてしまったこともある。純情で真っ直ぐな性格だが、自分の気持ちを内に閉じ込めてしまう不器用な面を持つ。引っ込み思案で、頼まれたら断れない(というより自分の意見を即座に主張できない)。普段は真面目で控えめだが、たまに感情を抑えきれず爆発させてしまう事もある。努力家で向上心が強く、学校でも部活内でもかなりの実力者である一方、本当の自分を見てもらえない事で他人との距離を作りがちであり、秀才で整った容姿の為に一部の同級生から敬遠される事がある。反面、教師や親からの信頼は厚く、期待を裏切る事の怖さも心に秘めている。折り目正しく非の打ち所の無い才色兼備で、姉の凜とは正反対に大人しい為に親にも不満を持たれないが、内心では自分の事も気にかけてほしいと思っている。親に心配され、誰にでも好かれる姉の凜に羨望と尊敬の感情を抱いている。姉妹の仲はとても良く、夏休みの家族旅行に凜が行かないと言った時は一番残念がっていた。凜とは互いに、自分よりも親に愛されていると思っている。彼女も凜に負けず劣らず心が広く友達思いの為、反発している他人とも心通わせる事ができる温かさを持っている。普段は活躍の場が広く、クラスでは学級委員長を担い、中学1年の時には全国作文コンクールで優秀賞を受賞した事もある。また、凜とは多少服装の好みも異なるらしく、夏でも上着を羽織っていたり、凜よりもワンピースタイプの大人っぽい服装が多く見受けられる。
凜とは(性格以外は)全く似ていないが、よく見ると前髪がとても似ている。
過去に広瀬に想いを寄せていたが、広瀬が凜を選んだ為に身を引いている。失恋後は、誰にも自分の本当の気持ちを理解してもらえない事に悩んでいた時、相談に乗ってくれたり自分の気持ちを考えてくれた三島に想いを抱き始める。
5歳のときからピアノを習っている為に、その腕はかなりのもの。テニスラケットを持つ手や、カップを持つ手から、完全な両利きだと思われる。

#### クラスメイト
広瀬 崇（ひろせ たかし）
凜の同級生で恋人。溌剌とした好青年で文武両道のサッカー少年。女子からは大人気だが、本人は自覚していない。中学ではサッカー部の部長を務めるほど、サッカーが上手く人望も厚い。サッカー部の男子にも慕われている。真緒を振って凜と交際している事で、学校内では疑問視されている。両親は共働き仕事が忙しい為、いつも小学生の弟・岳と留守番している。大きなマンション住まいで、リビングは凜曰く20畳はあるほどかなり広い。
凜のコンプレックスである天然パーマを「外国の女の子の巻き毛みたいで可愛いと思うけど」と誉める。普段は冷静だが、意外と照れ屋でヤキモチ焼きであり、凜が三島や河野と少しでも仲良くしていると、心配したり、妙に誤解したりする。心が広く、思いやりのある凜を何よりも大切に思っている。しかし、最近では凜の事になると普段の冷静さを失い、頭がいっぱいになる事もある。
ムーミンが好きで、凜からクリスマスにマグカップをプレゼントされる。自分からは、凜にオルゴールを贈った。
幼少時は両親共多忙な為、祖父の崇大の家に預けられていた事が多く、幼少で知的好奇心旺盛だった為に、祖父からたくさんの事を学んでいた。その頃からわがままを言わない良い子だったというが、実際は寂しがりやであり、自分の気持ちを内に閉じ込めてしまい言いたい事を言えない面も持っている。そこの所は真緒や蘭にも似ている為、凜に惹かれるのかも知れない。
真緒に何かと言い寄られているが、本人は凜が本命の為、全く興味を示していない。真緒の凜に対する高飛車な態度に、凜から言われるまで気付かないなど、鈍感なところもある。
湾岸高校でもサッカー部に所属し、1年でレギュラーの座を射止めた。
幼少の頃、宇宙飛行士に憧れていた時期があり、天体望遠鏡を持っている。
川上 真緒（かわかみ まお）
凜のクラスメイト。広瀬と仲の良い容姿端麗の優等生。それ故に校内の男子には人気で、少し猫をかぶっている傾向がある(自身が人目を引く容姿であることは自覚している)。原宿でモデル事務所にスカウトされた事がある。広瀬とは幼馴染で、広瀬の住むマンションの7階の下である6階に中学3年まで両親と住んでいた。広瀬とは下の名前で呼び合うほど仲が良く、幼少時代からよく遊んでおり、広瀬に好意を寄せているのだが、広瀬が凜を選んだ為に凜を激しく敵視している。広瀬の気を引く為に、ずる賢い事もやっていた。広瀬の前と凜の前とでは、人格が全く違う。3年の時に、自分のクラスの女子達に凜の悪口を流したらしく（萌曰く真緒の仕業）それが原因で凜が悪者扱いされてしまった事もある。高飛車で意地の悪い性格だが、本当は気が強くも傷付きやすく、素直な少女。凜に激しい暴言を吐いたこともあるが、推薦に落ちて一人になりたがっている凜を気遣うなど、凜とはすれ違うも形の違う優しさを持つ。天然パーマの凜とは違う、さらさらのロングヘア。広瀬への思いが消えず、凜と広瀬が恋人になっても広瀬に言い寄ってくる。親が離婚寸前にまでいっており、それが本人の心の傷となっている。広瀬曰く家族が仲良しで、いつも楽しそうにしている凜が羨ましかったらしい。料理が苦手。
湾岸高校に入学後、すぐに率に告白されるが、面食いだからという理由であっさりと振ったものの「根性負けして」付き合い出す。今では率以外あり得ないと思っており、藤井家でも公認の「お嫁さん」である。
三島 弦（みしま げん）
蘭の恋人。2年で初めて蘭とクラスメイトになる。吹奏楽部に所属しサックスを担当する凜の後輩。3年生が引退した後は部長を務め、ソロに抜擢された事もある。清潔感があり真面目な美少年で、広瀬とならんで女子から人気がある。何かと悩みがちな蘭を励ます良き理解者。
人の気持ちを考え、明依が蘭を威圧した時は注意する等と正しい事を素直に言える優しい性格だが、蘭や明依の想いに全く気づかない等やや鈍感な面も持つ。また、普段はしっかりとしているが、明依に借りた本を失くす等たまに失敗をする。
実は長い間凜に好意を抱いており、広瀬がいることで想いを伝える事を避けていたが、蘭の助言で意を決して告白する。凜の相談にも何かと乗っており、嫉妬した広瀬にサッカーボールを思い切り顔面にシュートされた事もある。
凜に振られてからは、蘭と共にいる楽しさを大切に思えるようになり蘭に想いを抱くが、姉である凜への思いが届かない事が理由での自分のいい加減な感情に長い間迷い続け、蘭が告白してきた後も、長らく（5か月）返事をする事が出来なかった。しかし、バレンタインデーに蘭のチョコレートを受け取ってからは蘭と恋人関係になる。以後は、蘭の事を名前で呼んでいる。互いに不器用な為に進展は凜と広瀬ほど急速ではないが、今は誰よりも蘭の事を一番大切に想っている。
大学生の姉が一人いる。
推薦で湾岸高校に進学。
永井 萌（ながい もえ）
凜の同級生で親友。凜の良き理解者で、誰よりも凜と広瀬の恋路を応援しており、よく凜にアドバイスをし、凜がクリスマスに広瀬にあげたマグカップも彼女の案である。小柄で可愛らしい容姿の、ショートカットの少女。基本的に引っ込み思案で大人しい性格だが、河野が凜に好意を寄せていたことを蘭に話してしまう等、いたずら好きな面もある。控えめな性格なので友達が少なく、凜とクラスが離れてしまった二年の時、人気者の真緒に好かれる為、つい真緒の前で本心でもない凜の悪口を言ってしまい、それを凜に聞かれて疎遠になった事もあったが、凜の温かさに触れ和解する。それ以後、本当の親友となった。それ以来性格の方も心配性から徐々に冷静でマイペースと化して来た。数学と料理が得意。弟がいる。
推薦で緑山女学院へ進学。高校生になった現在も、凜とメールで交流している。
石田 明依（いしだ めい）
二年の蘭のクラスメイト。派手な女子グループの中におり、何でもそつなくこなし三島と仲の良い蘭に長い間敵対心を抱いていた。いくつもの色眼鏡で蘭を見て、陰口を叩く等をした事で、蘭にこれまで以上の孤立感を与える事となる。しかし、養護老人ホームでの活躍ぶりを蘭に誉められ、蘭の本来の人格を思い知り、それ以後蘭に協力するようになる。成績は良くなく、母に注意されているが、明依が介護している家で寝たきりの祖母には「自慢の孫」と言われており、一番仲が良い。一年の時から三島に淡い好意を抱いているが、三島が蘭と相思相愛になった為に長かった想いに終止符を打つ。5月に生まれた為、英語で5月という意味の『MAY』から名付けられたが、「ブスのくせに名前負け」と男子にはからかわれる。
将来の夢は介護福祉士とネイリスト。
顔が少し凜に似ている。
因みに、進研ゼミチャレンジ組に連載されていた頃、5月号で三島に庇われている蘭を睨む明依が小さく描かれているが、そのデザインと後の10月号に再びアップで登場した彼女のデザインが全く異なっている為、本になった際に修正されており、睨む彼女も少しアップになっていた。
藤井 彩（ふじい あや）
『かわいくなりたい』の主人公。乙女座のO型。吹奏楽部のフレンチホルン担当で、凜とは親しい後輩。三島とも親しく、蘭にも憧れている。静音のいじめの事は自分にも責任があると考える程、友達思いな性格。祐樹ら男子には「お笑い系女子」と評されている。
一年の時から三島に本気で恋心を抱いていたが、蘭と交際している事実を聞かされ告白前に失恋する。祐樹とは最初は喧嘩友達だったが、祐樹の事を知っていく過程で意識し始め、徐々に関係は進展していく。
小学校時代からお笑い系の性格で、自身もその事を十分自覚している。しかし、実際は自分に自信がなく、女の子らしくなりたいと常に思っている。他人を優先してしまうところを祐樹に指摘された事がある。頭に血が上りやすい事を自身の最大の欠点としている。
四人家族で、共働きの両親と、湾岸高校2年でサッカー部所属の3歳年上の兄・率と暮らしている。兄の事は名前で呼んでおり、兄弟での言い合いも多いが、基本的には仲がいい。
おっちょこちょいなうえに成績はあまり麗しくなく、数学の小テストで45点を取った事がある(しかもケアレスミスばかり)。
三島達3年生が引退した後、投票で吹奏楽部新部長に選ばれる。彩曰く面白がって投票されたらしい。
整理整頓が苦手で、必要な物が出てきた例がない。しかし、凜が湾岸高校に誘ってから綺麗に部屋を片付け、勉強に力を入れるようになった。
佐藤 祐樹（さとう ゆうき）
「ほんとは好きだよ」から登場。三島の母方の従弟で、彩のクラスの転校生。
お調子者で、三島とは性格は似ていないが容姿は兄弟のように似ている。性格はいい加減で無愛想。三島と同じく文武両道で器用。
野球が誰よりも好きで、前の学校では少年野球に入っていた頃から憧れていた野球部に所属していた。しかし、とある出来事により、野球を二度とやらないと決めている。
彩が美咲との関係で思い悩んでいた時、部活の目的は何かを教え、後輩は自分が煙たがられている事も分かっていると助言する。

#### ピアノ教室
太宰 修治（だざい しゅうじ）
蘭と同学年。蘭と同じピアノ教室に通う友人。マイペースで飄々とした性格だが、ピアノ教室一ピアノが得意で、天才ピアノ少年の異名を持つ。初見で大抵の曲はマスターできる。テレビで密着取材もされた他、蘭と綾乃までインタビューを受けた事も。しかし綾乃のインタビューシーンは、修治の悪口とも取れる発言が多かった為に修治の母親のクレームでカットされた。追っかけまでおり、少女たちから絶大な人気を誇っている美形少年。サインをする時は照れる事なく堂々とするが、昔は泣き虫だったらしく、ピーマンが今でも食べられない。幼稚園の頃は特に綾乃にいじめられて何かと泣かされていた。時々何が本音なのかわからないような発言をする。息子を溺愛する派手な容姿の母親をもつ。当初は音楽大学付属高校に進学しようと考えていた。
幼稚園時代から蘭に好意を抱いておりピアノコンサートで告白するが、蘭が三島を選んだ為、身を引く。
中学を卒業後、ピアノの勉強の為パリへ留学。知り合いもおらず言葉も通じないパリへの留学について、最初は内心不安だったが、最終的にはバレンタインで告白してきた綾乃に、パリ留学への決意を語るまでになった。
松井 綾乃（まつい あやの）
蘭と同学年。蘭と同じピアノ教室に通う友人。気が強く男勝りな性格で、小さい頃は修治をいじめて泣かせていたが、実は修治に好意を持っている。修治と同じ音大付属高校に進学しようと思っており、蘭を誘う。
蘭の良き理解者で、姉の凜とも仲が良い。髪型はショートカット。
明依も修治に好意を抱き始めた為、綾乃と明依が激しい争奪戦になるのではないかと蘭はハラハラしていた。明依と出会った当初は、蘭が心配していた通りになりそうな雰囲気だったが、紆余曲折あって最終的に二人は親友となる。
気は強いが不器用で根は恥ずかしがりなところもあり、長い間、修治に想いを伝える事が出来なかった。しかし、修治が留学する際に、蘭の応援もあり、意を決してバレンタインチョコを渡す事に成功。両想いにはなれなかったものの、修治の一番のライバルになった。
高校進学後は、バイトをしてパリへの留学資金を貯めるつもりである。

### 友人

#### 小川凜の友人
仲間（なかま）
凜の同級生。修学旅行で凜達と同じ班だった。中学2年時に夏祭りで麻美に告白する。それ以来麻美とは恋人同士で、非常に仲が良い。大学まで一緒にしようと決めている。成績が良く大学や高校はレベルの高めな所に行く様子。
河野 洋人（こうの ひろと）
凜の中学2年時のクラスメイト。1年のときは広瀬と同じクラスだった。凜の髪型をからかい凜を泣かせたこともあり、凜には嫌われていた。しかし、本心は彼女に優しくしたい気持ちでいっぱい。高校生編では、倒れた凜をお姫さま抱っこするなど、中学生のときからは考えられないほど優しい。彼の凜への恋心は周知の事実で、体育祭のときは実行委員を凜と一緒にやれるようにとクラスメイトが仕組んだが、体育祭の練習に参加せずに母親の入院している病院に看病に行ってばかりいた。親思い。福岡に転校し、三年の修学旅行で凜と偶然再会し、凜に受験のためのお守りをあげた。広瀬が嫉妬してしまうくらい容姿が整っている。
村上（むらかみ）
河野の友人。河野の良き理解者で、凜との恋路も男子達と応援したりした。凜が河野の転校を知った際には、河野の複雑な事情を話し、彼への誤解を解こうとした。
その一方で、凜と河野が修学旅行で会ったことを広瀬に話し余計な誤解を生んだこともある。
純ちゃん（じゅん）
凜の友人。1年の時も凜とクラスメイトだった。

#### 小川蘭の友人
沙絵（さえ）
1年と2年での蘭のクラスメイトで親友。器用で、字を書くのが得意。書道部に所属。3年生の一時期、蘭と距離を置いていたが卒業式には和解した。距離を置いていた時期は友紀代と蘭の板ばさみになっていた。しかし、友紀代が蘭に暴言を吐いてしまった時、腕を掴んで止めたこともあるが、蘭に友紀代のフォローもする等、2人の事を大切に思っている。
友紀代（ゆきよ）
1年と2年での蘭のクラスメイトで親友。調理部に所属しており料理が得意。明依が蘭に暴言を吐いたときには注意する勇気を持っている。
蘭と明依が有志による老人ホームでのボランティア活動を行った際に同行したが、後に蘭が心配だった為と言う理由が発覚する。
3年生の一時期、蘭が明依と親しくしている事に嫉妬し距離を置いていたが、卒業式には蘭に謝りに行く。
平井（ひらい）
蘭の2年次のクラスメイトの男子。誰とでも仲良くなれる性格。蘭を戒めていた明依をからかいながら注意するなど、人の事を考え、協力できる心を持っている。

#### 藤井彩の友人
中谷（なかたに）
彩のクラスメイト。小学校時代からの彩の友人。誰とでも仲が良く明るい性格の普通の少年。野球部に所属しており、祐樹を野球部にスカウトする。後に、瞳の告白を受け、恋人関係になる。
祐樹に処分を与えたり、上記の騒動を締め括る等、キャプテンとも取れる行動が多い。

#### 石田明依の友人
ケイ
明依の友人。本名不明。少々口が悪い。三島の事を普通の男子とは違うと思っていたようだが、その言動から、彼女も蘭の事はよく思っていないらしい。
蘭と谷崎の口論を目撃し、明依に伝えた。
美樹（みき）
明依の友人。学校の美男子2人と噂になっている小川姉妹に嫉妬している。ケイと同様、あまり良い印象は受けられない。
ケイに言われるまで、凜と広瀬が付き合っている事を知らなかった。

#### テニス部
麻美（あさみ）
凜の同級生で友人。普段はおしゃれに夢中。仲間と交際中で、同じ大学にいこうとまで約束している。前向きな少女。テニス部所属。
形山（かたやま）
テニス部の蘭の後輩。入学したばかりの頃は、先輩の悪口を言っていたりもしたが、努力家な性格であり蘭に誉められる。実際は、自分だけが上達していないと思っていた為不安だった。
木下 瞳（きのした ひとみ）
テニス部で蘭の後輩。彩と祐樹とは同じクラス。彩と仲が良い。
クラスメイトの中谷に好意を抱いており、彼と仲の良い彩に嫉妬してしまった事がある。その後、野球部員がいる前で中谷に告白し、付き合いだした。

### 学校関係者

#### 吹奏楽部
神長（かみなが）
吹奏楽部の顧問。凜の本質を見抜き、本当は彼女を部長にしたかったと思っていた。
伊藤（いとう）
吹奏楽部部員で凜の一つ年下の後輩。ホルン担当。1年の時は、中学の部活という初めての感覚で先輩の凜とわだかまりもあったが、今は凜を慕っておりとても仲が良い。凜が受験のために吹奏楽部を辞めるのではないかと心配し、友人と共に凜を引き留めた。
真実（まみ）
サックス担当。1年の時に、サックスの腕を買われソロを任されたが、可愛い容姿も相まって、他の女子から激しく反抗された為に凜の自宅まで来て部活をやめると宣言し、凜が3時間説得する羽目になった。2年の女子に、三島に好かれているのではないかと噂されていた。
中田（なかた）
凜の同級生。受験の為、吹奏楽部を途中で辞めてしまった。
前田 静音（まえだ しずね）
「ひとりじゃないよ」から登場。凜の後輩。フルート担当。眼鏡を掛けた地味な少女で、友人がいない。小学校時代に眼鏡が原因でクラスのリーダー格の男子にからかわれ、それが次第にエスカレートしていき、教科書を隠すなどの陰険ないじめへと変わった。このことで、クラスメイトや仲の良かった女子からも、自分がいじめられたくないと言う理由で無視されてしまう。笑って受け流すなど表面上では明るく振舞っていたが、本心ではとても悩んでいた。中学でも悪口を言われる等していじめに遭い、信頼し憧れていた先輩である凜に相談をしようと電話を掛けるも、その日は凜と広瀬が鎌倉に行く日だった為に相談をする事は出来なかった。追い詰められて家出をし、鎌倉の海で命を絶とうとするが、凜に必死に止められ、凜の直向きな説得に心を改める。その後は、周りとも上手くいくようになった様子。
以前吹奏楽部の大会に行く途中の電車の中で、凜にいろいろとアドバイスを受けてから、凜にとても感謝している。明るい性格の凜に憧れており、凜のようになりたいと思っている。凜と同じ高校に通うために湾岸高校を目指している。
読書が好きで、将来は小説家になる事が夢。大好きな絵本の翻訳者である広瀬崇大に憧れており、幼い頃に手紙を出した事がある。その手紙の返事の絵葉書を宝物にしており、この絵葉書が静音を発見する手掛かりになった。上記の事件で、崇大の家に行き彼と出会う。その後、崇大が他界し、凜とともに葬儀に参列し、もう絶対に命を粗末にしないと誓った。
「かわいくなりたい」では、フルートの3年の平子から告白され、悩んだ末に付き合いだす。仲は良好な模様。
水野 美咲（みずの みさき）
「かわいくなりたい」から登場した、彩の後輩。フレンチホルン担当の1年。ホルンの経験があり、先輩を大きく上回る実力がある。アイドル系の美少女で、男子部員からは人気だが、女子部員からは反感を買い、孤立気味だった。その為、三島が心配して彩に美咲の事を頼んだ事もある。
祐樹が先輩に暴力を振るった事を聞いてからは、一度祐樹への恋心が失せたが、その情報が嘘だと知ってからはまた恋心を再燃させている。そのあまりの彼への好意の不安定さと気の変わりやすさは彩をも唖然とさせている。彩の事は慕っているが、祐樹の好きな人が彩である事を悟り、二人の仲を引き裂こうと彩に告白の手伝いをさせた事もある。祐樹に好意を寄せ、クリスマスに告白するが好きな子がいると言われて振られる。以後そのことを根に持っており、2年になってからは彩への態度が少々キツくなっている。3年になってからは新たに入部してきた岳に目をつけるが、岳が泉を選んだこともありまたも失恋。美咲を主人公にした番外編では、自分を選ばなかった祐樹や岳に不満を持つも真緒の一言で改心、同じく岳に選ばれず泉を貶す様な発言をしたカレンを嗜めた。乙女座。
大村泉 (おおむら いずみ)
「かわいくなりたい」から登場した、彩の後輩。「信じていいの？」の主人公。フレンチホルン担当の1年。頭のいい優等生。2年になってからクラスメイトの高島誠に告白し付き合い始めるも、誠は仲の良かった山内真琴のことが好きだと気がつき、クリスマスデートの時に自ら別れを切り出し、誠と別れた。三年になり、入学した広瀬の弟、岳に好意を寄せられる。誠との交際がトラウマになり、年齢差もあり、最初は渋っていた泉だが、岳の温かさに触れ、徐々に岳に惹かれていく。その後、卒業式の日に岳の告白に応え、晴れて恋人同士となる。体が弱かったためか、運動が苦手。だが勉強はできるよう。真琴と正反対で、背が低く、守ってあげたくなるような女の子らしい女の子。裁縫などが得意。心優しく気弱だが、部長をすることに自信がなかった彩を励ます、部長としての心得がなっていない美咲を一喝するなど、芯は強い。中3の春休みに真琴と和解した。
平子（ひらこ）
フルート担当の3年。蘭達の同級生に当たる。
以前から静音が好きだったが、告白する勇気が無かった為になかなか切り出せずにいた。しかし、春休みの事件で決心し、ついに静音に想いを告げる。部活を引退した後も、静音を図書室で待つ等、順調に交際中。

#### 教師
吉田浩二（よしだ こうじ）
凜・蘭（3年次）の担任の教師。国語担当。生徒と平等に接し、理解しようとする優しい男の先生。それ故に生徒には人気者で、バレンタインに生徒からチョコレートを貰うほど。難関の湾岸高校を目指す凜を気遣い、同時に応援もする凜の理解者。蘭の事を「優秀だから受験は安心」と評した。
音大付属を希望していた蘭と、高校に行く気がなかった明依それぞれにアドバイスを与えた。その時、明依の為に、介護福祉科のある高校を調べた。
谷崎には教育方針の違いから問題視されていた。
音大付属高校を受験するつもりだった蘭に、進学しても文章は書き続けて欲しいと言い、蘭の文才を見抜いて助言を送る。
村上（むらかみ）
蘭たちの2年次の担任教師。数学を担当する若い男の先生で、生徒からも人気者。
蘭の数学のテストの点数（95点）をクラスに告げた事で、直後に蘭が明依達から威圧される。
谷崎（たにざき）
「ほんとは好きだよ」から登場。蘭の学年の主任。白髪交じりで眼鏡を掛けている。教育方針はかなり厳しく、明依など成績が悪く、校則も破る（但し明依はマニキュアを落し忘れただけで、わざとではない）生徒への評価は低い。優秀で篤実な蘭のことは評価しているが、蘭にしばらく明依と距離を置くように注意し、口論になった事もある。明依からは陰で「谷やん」と呼ばれている。
明依が高校進学を考えていなかった事を『勉強嫌いの言い訳』と判断していた。
蘭の希望進路の調査票に音大付属高校とあるのを見て、吉田を指導不足などと酷評したがその後蘭の言動によって彼の見る目も変わっていき、無事に高校に合格した明依を最終的には認め、卒業式に明依に謝罪している。

### 泉と美咲の同級生
山内真琴 (やまうち まこと)
「いっしょにいようよ」「ずっといっしょにいようよ」の主人公。泉とは2年では別、3年で同じクラスになっている。ショートカットで長身（中2の夏時点で167cm）のボーイッシュな見た目故、大村泉のような女の子らしい子に憧れている。運動神経抜群で、所属している女子バスケ部ではその長身を活かし活躍している。勉強が苦手である様な描写もあったが、3年の秋頃には先生から「その気になれば湾岸も狙える」と薦められるほど成績が上がっている。男友達だった高島誠に彼女ができたことを複雑に思っていて、あることをきっかけに誠のことを好きだと気が付いた。が、「誠は泉と付き合っている」ということや、女の子らしくない見た目のせいか、告白までは踏み切れずにいた。その後、誠が泉に振られ別れた。その時、真琴は泉の涙を見て、泉が自分のために、誠のために出した答えだとわかった。バレンタインデーに、誠から逆チョコで告白され、泣きながらも告白を受け入れた。泉とは中3の春休みに和解、正式に友達になった。弟の真澄のことを心配していて、彼と仲のいい大沢七星のことを気に入っている。
5月生まれ。
高島誠 (たかしま まこと)
「いっしょにいようよ」から登場。大村泉の元カレ。山内真琴の現カレ。中2の時に泉に告白され、付き合い始めるも、趣味が合わなかったりいっしょにいることに苦痛を感じていた。泉と交際中に、女友達の真琴のことが好きだと気がつく。泉はそのことに気がついており、泉自身も誠といっしょにいることに苦痛を感じていた。そしてクリスマスデートの時に、泉から別れを切り出される。泉に振られたその後、バレンタインデーに逆チョコで真琴に告白し、恋人同士になっている。泉とは、中3の冬に話をして和解した。

### 岳の同級生
大沢七星 (おおさわ ななせ)
「大きなくまの背中としっぽ」から登場。天真爛漫な性格で運動神経抜群。北斗の双子の妹。小学生の時に母・大沢華を亡くしており、母といっしょに入れる親友の荻野カレンを見て、羨ましそうに見ていたこともある。家庭科部に入っており、母に変わって料理をしてきたからか、料理がうまい。中学生になる前に広瀬家が住んでいるマンションに引っ越してきて、その時に見た広瀬岳に一目惚れしている。が、親友のカレンの思いや、岳の気持ちを考えて、潔く身を引いている。その後、クラスメイトの山内真澄に片想いをしており、家庭科部で作った料理を差し入れすることもある。天真爛漫な性格故、真澄の姉の山内真琴に気に入られていて、暗い真澄にぴったりだと思われている。劇で「男女逆転ロミオとジュリエット」のロミオをやっており、演技力もあることが判明した。その時に見ていた父や、双子の兄・北斗、祖父母にもうまいと言われている。一度、父と北斗の元を離れ、祖父母の家で暮らしていたが、祖父母の許しを得て戻ってきている。容姿が母にとても似ている。名前の由来は「北斗七星」の七星から。
大沢北斗 (おおさわ ほくと)
「大きなくまの背中としっぽ」から登場。天真爛漫な性格の妹・七星とは異なり、冷静かつ成績優秀。七星の双子の兄。七星と同様、小学生の時に母・大沢華を亡くしている。母がおらず、寂しい思いをしているそぶりのある七星のことを心配しており、少々シスコン気味。七星が真澄に片想いをしていることをよく思っていない。機械系に強く、学校では壊れた時計の修理も行なっている。英語もうまく、1年でコンテストに優勝している。七星とは双子ということもあり、顔が似ていて、七星が男装した姿は北斗そっくりである。「男女逆転ロミオとジュリエット」の時に男装した七星を、知らない人が見ると北斗自身だと思われると、七星が愚痴をこぼしていた。名前の由来は「北斗七星」の北斗から。
荻野カレン (おぎの かれん)
「信じていいの？」から登場。ショートカットの美人で、成績優秀。広瀬岳に片想いしており、岳の心の中には、大村泉がいるともわかっているが、岳にはアプローチを続けている。泉はカレンが岳と仲良さげ、噂もあり、カレンと岳が付き合っていると思っていた。バレンタインデーに告白するも「好きな人がいる」と断られた。岳が好きすぎるあまり、ダイエットしようと拒食症になってしまった。その後、岳の兄・広瀬崇とその彼女の小川凛、親友・大沢七星の協力もあり、岳の作ったものを食べるということで、拒食症を直している。父よりも母に懐いている傾向があり、英語のコンテストで何も喋れなかったのを父が見ていたせいにしようとしたこともあった。が、北斗に指摘され、父たちの前で泣いている。引っ越してきたばかりの七星と仲良くしていたところなどから、根は優しい模様。番外編では泉に対する思い込みと偏見を美咲に注意される。
山内真澄 (やまうち ますみ)
「ずっといっしょにいようよ」から登場。名前だけなら「いっしょにいようよ」から判明している。山内真琴の弟。体が弱く、気弱な性格。岳と仲が良く、その言動から岳のことが好きなのかと思われていた。ピアノを習っていて、クラスメイトの大沢七星にもおすすめの曲を紹介している。少々シャイで、最初は七星のことを呼び捨てにすることを渋っていたが、最近は慣れてきた様子。体が弱かったせいか、中学生になった今でもいじめられることがあるが、姉の真琴の彼氏・誠に守ってもらったりしている。劇で「男女逆転ロミオとジュリエット」のジュリエット役をやっており、女装した姿はあまりの美少女ぶりに、姉である真琴も驚いていた。春休みに七星とデートしていて、先輩である大村泉の行きつけの手芸屋さんで姉・真琴と泉と居合わせた。その時に、七星のことを呼び捨てにしていることを真琴に指摘され真っ赤になっていた。少なからず七星には心を開いている様子。

### その他
凜・蘭の両親
娘たちの事を第一に考える優しい両親。父はとんでもない親バカで、蘭のピアノコンサートでは客席で立ち上がって観閲し注意されるほど。家族で男一人故に感じる寂しさもあるらしく、凜の次は男の子が欲しかったと不意に口にした事もある。小学校低学年の時に偶然その話を聞いた蘭に誤解を与え、ある意味蘭の『いいこ』の原因になった。蘭と母の喧嘩がその話にまで及んだこともあり、誤解を解くべく喧嘩の仲裁に入った。行事が好きで、七夕の笹やクリスマスツリーを買ってきては、置き場所に困っている。広瀬のことははじめはあまりよく思っていなかったが、サッカーの話題で意気投合した。娘たちには「パパ」と呼ばれている。蘭の音大付属高校への進学については、蘭が本気でやりたい事なら応援すると賛成していたが、好きな事を選んだからと言って楽しい事ばかりではなく、大変な事も沢山ある筈だと言う等、厳しい面も持ち合わせている。
母は通販マニアで、流行のものはとことん買ってしまう。参観会で携帯で凜の写真を撮り先生に注意された事もある。凜が受験生の時、凜のためにマフラー・手袋・セーターを編んでいた。買い物中に交通事故にあって病院に搬送された事がある。蘭を信頼してはいるが、それ故に東京で一番偏差値の高い高校に行かせたいと考えており、蘭が音大付属への進学を仄めかす発言をしただけで、蘭を激しく叱る事もある。時に蘭と対立し、親子喧嘩に発展したこともある。しかし最終的には、湾岸の入試当日に熱を出し周囲の期待を裏切った事を気にしていた蘭に、併願の緑山女学院でも構わないと優しい言葉を掛けた。蘭が健康でいれば良いと言う気持ちを忘れて居たが、蘭の誕生日にその事を思い出す。凜曰く「偏差値至上主義」だが、凜が湾岸高校を受験するつもりだった際、ランクを落とす様に発言した事も。どうやら近所では蘭の自慢話ばかりをしているようだ。
非常に料理が上手で、朝食も一番に早く起きて作っている。料理を褒められてから広瀬のファンになった様子。娘たちには「ママ」と呼ばれている。
凜・蘭の祖父
小川姉妹の父方の祖父。ボルシチの飼い主。
「勉強なんてできなくていい」「人間は思いやりがあるのが一番」という考え故に、優等生の蘭よりも凜の方を猫可愛がりしており、蘭のことは「勉強ばかりして真面目すぎる」と評し手厳しい態度を取っている、と蘭からは思われていた。
実際はそれぞれの個性に合わせて接し方を変えているだけで、かつて蘭に子供服のモデルのスカウトが来た際にも「蘭が凜に気を遣って楽しめないだろう」と大反対したことがあるなど、蘭のことも大切に思っている。
ボルシチ
凜・蘭の祖父の家で飼われているシベリアン・ハスキー。名前はロシア料理のボルシチから取られており、名付け親は凜。他にも、ピロシキという名前も候補に挙がっていた。蘭は、空や大地という日本語の名前を希望したが、凜の方が祖父に愛されていると感じていた為に、自分の意見を言う事を躊躇した結果、凜の案が通った。蘭より凜にとても懐いている。凜と同じく食い意地が張っており、食べすぎで体調不良になった事がある。
広瀬家
大きなマンションに住む。母は本社がパリにある会社でファッションデザイナーの仕事をしており、大変多忙。凜が憧れるほどの長身の美人だが、息子達と一緒に食事を取れる時間すら少ないらしい。父は商社勤めで凜が家を訪ねた際にアメリカ合衆国に出張に行っていた。
広瀬 岳（ひろせ がく）
広瀬の弟。広瀬をそのまま小学生にしたようなとても可愛らしい容姿をしている。小川家のクリスマスパーティに兄と共に訪れた。小学生。『泣いちゃいそうだよ』から登場しているが、名前は『ほんとは好きだよ』で初めて明らかになった。
『ひとりじゃないよ』では崇大が倒れた事を、広瀬に伝えた。
「信じていいの？」に中学1年生として登場。2歳年上の先輩、大村泉に好意を寄せている。泉とは色々と関わりを持ち、恋愛に臆病になっていた泉を、自身の言葉で励ますなどしていた。自身の気持ちを真っ直ぐに伝える、泉の気持ちを考えて配慮するなど泉のことを大事に思っている。
すれ違いなどもあったが、最終的に泉に卒業式の日に告白の返事をもらい、恋人同士となった。同じクラスの大沢七星や、荻野カレンに好意を寄せられるなど、意外とモテていることも判明(ただし、七星に至っては、岳が泉のことを好きと知って、潔く身を引いている)。
広瀬 崇大（ひろせ たかひろ）
広瀬の祖父。ダンディで紳士的な高身長の男性。フランス語の翻訳家。凜とはいろいろ気が合い、親友のように仲良くなる。広瀬が幼少の頃は広瀬をよく預かっていた。博識で、幼い頃広瀬が尋ねた事にも、何でも答えていたという。外国にあるような素敵な家に住んでいる。
数年前から病を患っており、入院していた時期がある。凜と静音との騒動で、二人に温かい言葉を掛けた数日後、大動脈瘤が破裂し他界する。
彼の死後も、自宅はそのまま残されている。
市川（いちかわ）
小川家の隣に住んでいる。既婚者。凜達の母が事故に遭った際、現場を目撃して小川家に電話で知らせた。修二や蘭のテレビ出演の際には小川家に押しかける、蘭に「東大を卒業して芸能人になったらジャニーズのサインをもらってきてほしい」と頼むなど、ミーハーな性格。小川姉妹のことは、二人が生まれた頃からよく知っている。
彩・率の両親
共働きで、放任主義。その為、塾に行くよう言った事もない。
父親は勉強よりも大切な事があると言う主義で、彩曰く物分りが良い人物。が、率を励まそうとしてとんでもない言い間違いをしてしまうなど、失敗してしまう事も。
母親は、夜中に熱を出した彩にアイス枕を取りに行ったが、寝惚けていた為間違って冷凍餃子を彩の額に乗せてしまった事がある。そして、その日の夕食のおかずは餃子だった。
藤井 率（ふじい りつ）
彩の三つ年上の兄。湾岸高校二年で、サッカー部に所属しているが、いつも補欠。
一目惚れをしやすい性格で、湾岸高校に入学した真緒に告白するもあっさりと振られる。
凜曰く、兄妹揃って容姿がそっくりの為、見てすぐに彩の兄だと分かったという。
両親が共働きの為、料理が上手い。
凜の事をブスと発言し、彩に思い切り殴られた事がある。しかし、広瀬に「いい先輩」と評されているところを見れば、人格的には好青年の様子。
私立中学から、湾岸高校に合格した。
彩とは口喧嘩が絶えないが、陰では彩の事を褒めている。
本山 聖子（もとやま せいこ）
蘭の通うピアノ教室の先生。上品で気品漂う女性。凜がピアノ教室を辞めるきっかけとなった人物。

## シリーズ一覧

### 本編
講談社青い鳥文庫刊。一部、新装版が「泣いちゃいそうだよ」のシリーズとして表記されている。初出は講談社X文庫ティーンズハートで後に青い鳥文庫より再刊され、さらに新装版として出版された。『神様しか知らない秘密』（原題は『行きは友達帰りは恋人』）は他の2冊より新しい作品だが、新装版は先に出ている。
1. 泣いちゃいそうだよ（2006年4月15日） ISBN 406148723X
2. もっと泣いちゃいそうだよ（2006年9月15日） ISBN 4061487442
3. いいこじゃないよ（2007年2月15日）　ISBN 4064074823
4. ひとりじゃないよ（2007年6月15日）　ISBN 4061487728
5. ほんとは好きだよ（2007年12月15日）　ISBN 406285001X
6. かわいくなりたい（2008年3月14日） ISBN 4062850141
7. ホンキになりたい（2008年8月8日） ISBN 4062850400
8. いっしょにいようよ（2009年2月15日） ISBN 4062850737
9. もっとかわいくなりたい（2009年3月15日） ISBN 4062850826
10. 夢中になりたい（2009年7月15日） ISBN 4062851040
11. 信じていいの?（2010年3月15日） ISBN 4062851423
12. きらいじゃないよ（2010年8月23日） ISBN 4062851660
13. ずっといっしょにいようよ（2011年3月10日） ISBN 4062851997
14. やっぱりきらいじゃないよ（2011年8月10日） ISBN 406285242X
15. 大好きがやってくる 七星編（2012年3月15日） ISBN 4062852667
16. 大好きをつたえたい 北斗編（2012年6月15日） ISBN 4062852934
17. 大好きな人がいる 北斗&七星編（2013年1月15日） ISBN 4062853299
18. 泣いてないってば!（2013年7月15日） ISBN 4062853655
19. 新装版 神様しか知らない秘密（2013年10月11日）ISBN 4062853841
20. 七つの願いごと（2014年2月15日） ISBN 406285404X
21. 転校生は魔法使い（2014年8月8日） ISBN 4062854384
22. 新装版 わたしに魔法が使えたら（2015年1月14日）ISBN 4062854651
23. 新装版 天使が味方についている（2015年4月10日）ISBN 4062854813
24. 女の子ってなんでできてる?（2015年7月10日）ISBN 4062855054
25. 男の子ってなんでできてる?（2015年9月12日）ISBN 4062855135
26. ちゃんと言わなきゃ（2016年4月14日）ISBN 4062855461
27. もしきみが泣いたら（2016年8月12日）ISBN 4062855739
28. 魔法の一瞬で好きになる（2016年10月14日）ISBN 4062855887
29. 七つのおまじない（2018年8月9日） ISBN 4065122600

### 本編ガイドブック
1. みんなで泣いちゃいそうだよ!  -泣いちゃいそうだよファンブック-（2011年7月27日）ISBN 4062170523
2. 泣いちゃいそうだよ 夢ブック 将来の夢を見つけよう!（2012年11月15日）ISBN 4062179423
3. 泣いちゃいそうだよ 恋ブック “わたしの恋”を見つけよう!（2014年7月7日）ISBN 4062190206

### 本編アンソロジー
1. おもしろい話が読みたい! ラブリー編（2010年7月14日）ISBN 978-4-06-216292-0 - 番外編『小川蘭 中学三年生 最後の春休み』

### 高校生編
YA!ENTERTAINMENT刊。全12巻。
1. はじめての日々（2009年10月13日） ISBN 4062694247
2. 大人への階段 step1（2010年6月10日） ISBN 4062694352
3. 大人への階段 step2（2011年2月9日） ISBN 4062694425
4. きみがいてよかった（2011年10月20日） ISBN 4062694484
5. はじまりは花言葉（2012年10月30日） ISBN 4062694603
6. 花言葉でさよなら（2013年4月23日） ISBN 4062694697
7. 秘密の花占い（2013年11月18日） ISBN 4062694808
8. 花束 緑山女学院文芸部（2014年11月21日）ISBN 4062694859
9. 藤井兄妹の絶体絶命な毎日（2015年6月26日）ISBN 4062694948
10. 未来への扉（2017年2月8日）ISBN 4062695049
11. 蘭の花が咲いたら（2017年10月31日）ISBN 4062695138
12. 未来を花束にして　(2019年7月29日)　ISBN 9784065135327